# Generative Gestaltung

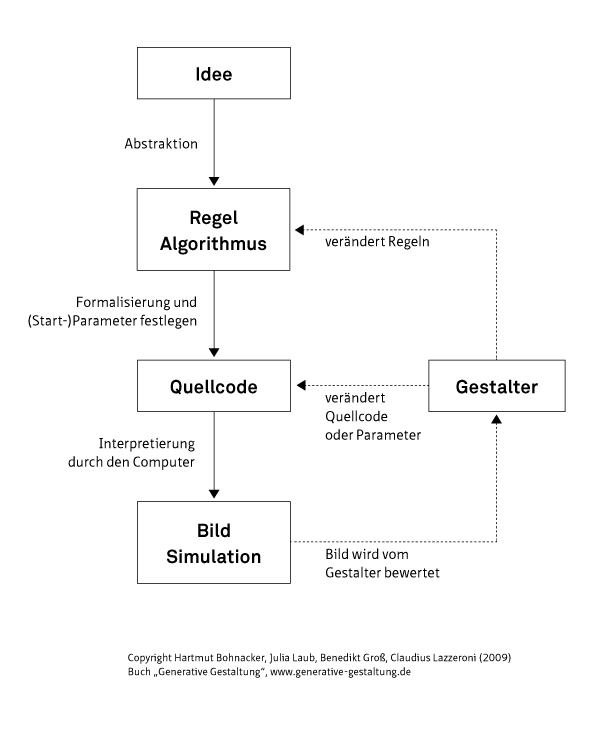
Entwurfsprozess für Generative Gestaltung

Generative Gestaltung, auch Generatives Design, bezeichnet eine Entwurfsmethode in den verschiedenen Bereichen der Gestaltung (Kunst, Architektur, Kommunikationsdesign, Produktdesign).

## Anwendung
Im Unterschied zu schon seit längerem etablierten Begriffen wie Generative Kunst oder Computerkunst umfasst Generative Gestaltung insbesondere auch Aufgabenstellungen aus Design, Architektur und Ingenieursdisziplinen. Hauptanwendungsgebiete im Bereich des Kommunikationsdesigns ist die Erstellung von Informationsgrafiken, Diagrammen oder flexiblen Erscheinungsbildern. In der Architektur wird Generative Gestaltung (dort auch häufig Computational Design genannt) hauptsächlich zur Formfindung und Simulation architektonischer Strukturen verwendet. In der technischen Produktentwicklung kann es zur Werkstoffauswahl, Konstruktion anhand weniger Anforderungen bzw. Eingangs- und Ausgangsparameter und Gewichtsreduzierung beitragen. Dies könne insbesondere in Paarung mit additiven Fertigungsverfahren bisher nicht in Erwägung gezogene Lösungen aufwerfen – die Begriffe (Generatives Design, Generative Fertigung) sind jedoch nicht zu verwechseln.
Wesentlich dabei ist, dass der Output – Bild, Sound, architektonisches Modell, Animation, … – durch ein Regelwerk, bzw. einen Algorithmus (üblicherweise in Form eines Computerprogramms) erzeugt wird, wodurch wesentlich Arbeitsschritte wie konstruktive Bemessungen jenseits der Auslegung entfallen. Auszeichnendes Element ist dabei zumeist auch die Visualisierung der technischen Optimierung.
Ein simples Beispiel ist die automatisierte Konstruktion des Gestells einer Drohne, für das lediglich die gewünschte Grundform (z. B. Anzahl der Arme) sowie die mechanischen Anforderungen (Motorenmasse, voraussichtliche Belastungen) definiert werden müssen. Eine derartige Topologieoptimierung kann noch algorithmengetrieben erfolgen und setzt noch nicht zwangsläufig höhere Abstraktionsformen des maschinellen Lernens (künstliche Intelligenz) voraus.

## Entwicklung
Dass Generative Gestaltung an Bedeutung zunimmt, liegt vor allem daran, dass neue Entwicklungsumgebungen (Processing, VVVV, Quarz Composer, OpenFrameworks, …) oder Scriptingmöglichkeiten (Rhinoscripting, Scriptographer, …) es mittlerweile auch Gestaltern mit wenig Programmiererfahrung vergleichsweise leicht machen, ihre Ideen auf diesem Gebiet umzusetzen.
Die 2022 vorgestellte Software Point-E von OpenAI ermöglicht die Generierung von 3D-Modellen auf Basis von Texteingaben.
Es ist zu erwarten, dass derartige Optimierungsprobleme durch den Einsatz von Quantencomputern einen Produktivitätszuwachs erzielen werden.